# Список послов России в Словении
В статье представлен список послов России в Словении.
- 25 мая 1992 года — установление дипломатических отношений на уровне посольств.

## Список послов
| Срок полномочий                    | Посол                          | Годы жизни | Вручение верительных грамот | Комментарии |
| ---------------------------------- | ------------------------------ | ---------- | --------------------------- | ----------- |
| 23 декабря 1994 — 23 октября 1997  | Алексей Леонидович Никифоров   | род. 1937  |                             |             |
| 2 апреля 1998 — 17 июня 2002       | Тигран Александрович Караханов | 1944—2015  |                             |             |
| 17 июня 2002 — 10 декабря 2004     | Вячеслав Иванович Долгов       | род. 1937  |                             |             |
| 10 декабря 2004 — 23 сентября 2009 | Михаил Валентинович Ванин      | род. 1960  |                             |             |
| 23 сентября 2009 — 18 ноября 2019  | Доку Гапурович Завгаев         | род. 1940  |                             |             |
| 18 ноября 2019 — настоящее время   | Тимур Рафаилович Эйвазов       | род. 1971  | 20 января 2020              |             |